# Крст са Малог пијаца
Крст са Малог пијаца, као јавни споменик, налази се у Београду, у парку Бристол, између Карађорђеве улице и Светониколског трга, на територији градске општине Савски венац. Један је од првих јавних споменика у Београду и представља непокретно културно добро као споменик културе.

## Историја
Споменик је подигнут 1862. године на Малом пијацу, испред некадашњег хотела „Босна”. Споменик је подигао београдски трговац Ћира Христић у част незнаних јунака који су погинули при ослобођењу Београда 1806, како би (они који пристигну у Савско пристаниште) "када сиђу са брода, одмах увидели да су у хришћанској земљи". Споменици у облику крста подизани су у време формирања српске државе као симбол победе хришћанства над Турцима.
Приликом изградње зграде Београдске задруге трговац Лука Ћеловић преместио је крст у парк код хотела „Бристол”, где се и данас налази.

## Изглед споменика
Споменик су чинили крст са крацима у виду тролиста и постамент. Био је ограђен ниском оградом од металних шипки.
Трговац Ћира Христић купио је крст у Пешти. Споменик је израђен од црвенкастог камена амонитико росо. Од овог камена, који се увозио из Мађарске, начињен је и крст у Панчеву и многи надгробни споменици у Сремским Карловцима.
Као једини сачувани оригинални примерак споменика у виду крста, представља материјално сведочанство о подизању јавних споменика у још увек уметнички неразвијеној средини, какав је био Београд средином 19. века.